# パック (妖精)

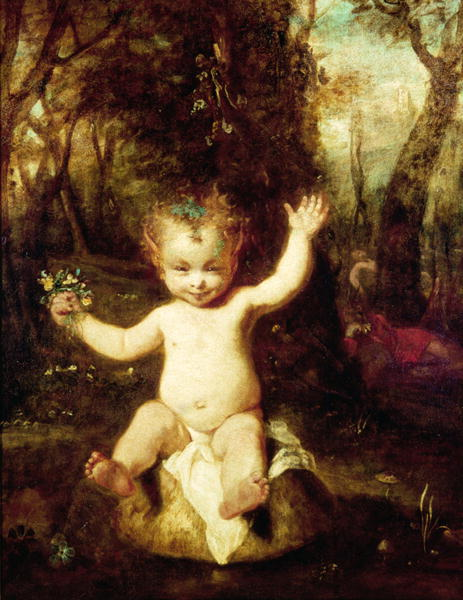
ジョシュア・レノルズによるパック。

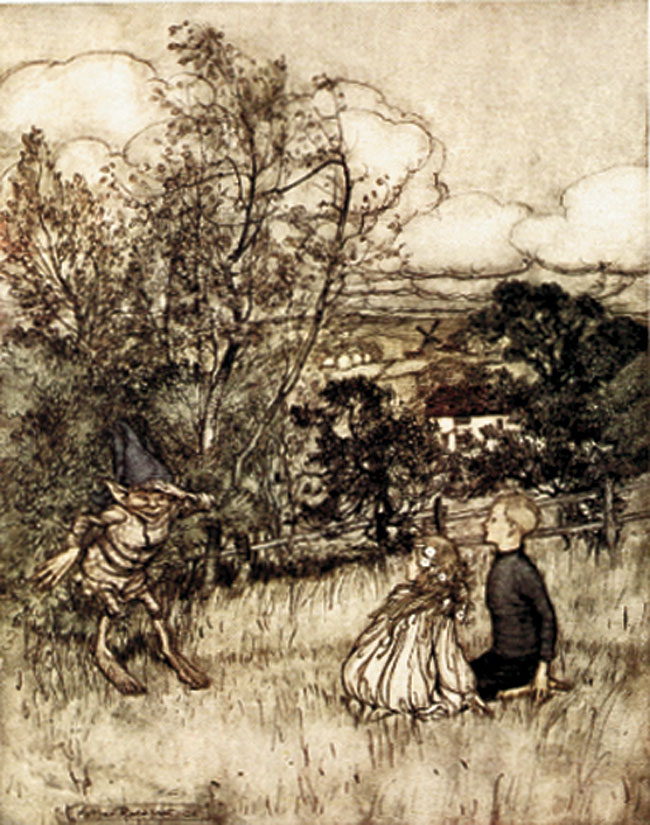
アーサー・ラッカムによるパックの描写（左にいるのがパック）。

パック（英: Puck）は、イギリスの妖精・精霊・フェアリー。地方によってはポーク、プーク、パックル、パグと呼ばれている。どれも違った姿に描かれていることがこの妖精の変身能力を表している。毛深い小柄な人間の姿か、半人半獣の牧畜の神ファウヌスのように、ヤギの脚を持つものとして描かれる。だまされやすい人間相手にいたずらを仕掛け、しばしばウィル・オ・ザ・ウィスプのように人間を困らせまごつかせたりする。また貧乏人、弱者、恋人たちの利益を図る面があると信じられている。この点でよくパックは、自然の精霊ロビン・グッドフェローと混同される。ウェールズではピスカ、プカ、ドイツではポーク、アイスランドではプカ、スカンジナビアではプキィエ、エストニア、ラトビアではプキスと呼ぶ。
ケルト神話のプーカ（Púca）に由来する。ときおり、ホブゴブリン（Hobgoblin）やロビン・グッドフェロー（Robin Goodfellow）と同一視される。
いたずら好きな妖精として民話に登場する。トリックスターに分類される。

## パックから名づけられたもの
- ピクシー - 現代で最も知られる妖精の種族。パックに愛称語尾syがついたパクシーが元になっている。
- パック (衛星) - 天王星第15衛星
- パックの踊り - クロード・ドビュッシーのピアノ曲『前奏曲集』第1巻の第11曲。
- PUCK - 宝塚歌劇団のミュージカル。
- パックインミュージック - TBSラジオで放送されていた番組。ウィリアム・シェイクスピアの戯曲『夏の夜の夢』に登場し、この番組のイメージにも合っているということからマスコットキャラクターとして登場していた[1]。